# Libertas Termini 2001-2002
La stagione 2001-2002 della Libertas Termini è stata la seconda disputata in Serie A1 femminile.
La società palermitana si è classificata al quattordicesimo e ultimo posto in A1 ed è retrocessa in Serie A2. È stata in seguito ripescata.

## Verdetti stagionali
Competizioni nazionali
- Serie A1:

stagione regolare: 14º posto su 14 squadre (1-25).

## Rosa
| Giocatrici |
| ---------- |

| N° | Naz.              | Ruolo | Sportivo           | Anno | Alt. |  |
| -- | ----------------- | ----- | ------------------ | ---- | ---- |  |
|    | Italia (bandiera) | P     | Giusy Augetto      | 1980 | 165  |  |
|    | Italia (bandiera) | G     | Felicia Di Bari    | 1980 | 170  |  |
|    | Italia (bandiera) |       | Fulvia Pistolesi   |      |      |  |
|    | Italia (bandiera) |       | Anna Rosso         |      |      |  |
|    | Italia (bandiera) | G     | Graziella Sarraino | 1983 | 180  |  |
|    | Italia (bandiera) | AC    | Valentina Vega     | 1982 | 195  |  |

| Staff tecnico                                           |
| ------------------------------------------------------- |
| Allenatore: Francesco Scimeca, dalla 7ª Baldo Giacalone |

| Giocatrici acquisite a stagione in corso |
| ---------------------------------------- |

| N° | Naz.                   | Ruolo | Sportivo                | Anno | Alt. |  |
| -- | ---------------------- | ----- | ----------------------- | ---- | ---- |  |
|    | Stati Uniti (bandiera) | C     | Kim Alexander (da dic.) |      | 185  |  |
|    | Norvegia (bandiera)    | A     | Kristine Sand (da gen.) | 1977 |      |  |

| Giocatrici cedute a stagione in corso |
| ------------------------------------- |

| N° | Naz.                   | Ruolo | Sportivo                         | Anno | Alt. |  |
| -- | ---------------------- | ----- | -------------------------------- | ---- | ---- |  |
|    | Italia (bandiera)      | G     | Paola Mauriello (fino a nov.)    | 1981 | 184  |  |
|    | Italia (bandiera)      | AC    | Felicia Pentimone (fino a nov.)  | 1969 | 184  |  |
|    | Stati Uniti (bandiera) | C     | Quacy Barnes (fino a nov.)       | 1976 | 196  |  |
|    | Stati Uniti (bandiera) | P     | Michelle Palmisano (fino a dic.) | 1973 | 175  |  |
|    | Stati Uniti (bandiera) | C     | Teresa Palmisano (fino a dic.)   | 1969 | 187  |  |
|    | Stati Uniti (bandiera) |       | Darene Thomas (fino a dic.)      | 1969 |      |  |

## Statistiche
| Giocatrice         | Gare | Punti |
| ------------------ | ---- | ----- |
| Di Bari Felicia    | 26   | 257   |
| Thomas Darene      | 10   | 222   |
| Sand Kristine      | 13   | 182   |
| Rosso Anna         | 19   | 155   |
| Augetto Giusy      | 26   | 153   |
| Alexander Kim      | 17   | 101   |
| Mauriello Paola    | 7    | 75    |
| Palmisano Teresa   | 6    | 72    |
| Palmisano Michelle | 6    | 50    |
| Vega Valentina     | 25   | 48    |
| Barnes Quacy       | 5    | 42    |
| Pentimone Felicia  | 7    | 32    |
| Pistolesi Fulvia   | 2    | 6     |
| Sarraino Graziella | 18   | 5     |